# Ghissignies
Ghissignies település Franciaországban, Nord megyében. Lakosainak száma 501 fő (2022. január 1.). Ghissignies Le Quesnoy, Salesches, Beaudignies és Louvignies-Quesnoy községekkel határos.

## Népesség
A település népességének változása:
| Lakosok száma | 518  | 530  | 545  | 520  | 515  | 511  | 502  | 498  | 501  |
|               | 2013 | 2015 | 2016 | 2017 | 2018 | 2019 | 2020 | 2021 | 2022 |